# Triphleba withersi
Triphleba withersi är en tvåvingeart som beskrevs av Ronald Henry Lambert Disney 1994. Triphleba withersi ingår i släktet Triphleba och familjen puckelflugor.
Artens utbredningsområde är Frankrike. Inga underarter finns listade i Catalogue of Life.